# HD 102195 b
HD 102195 b (ET-1) — газовый гигант, вращающийся вокруг красного карлика HD 102195. Открыт методом доплеровской спектроскопии в 2006 году.